# Абедін (Португалія)
Абедін (порт. Abedim) - район (фрегезія) в Португалії, входить в округ Віана-ду-Каштелу. Є складовою частиною муніципалітету Монсан. За старим адміністративним поділом входив в провінцію Мінью. Входить в економіко-статистичний субрегіон Мінью-Ліма, який входить в Північний регіон. Населення становить 260 осіб на 2001 рік. Займає площу 8,89 км².